# 917 Lyka
Lyka (asteroide 917) é um asteroide da cintura principal com um diâmetro de 28,1 quilómetros, a 1,9027841 UA. Possui uma excentricidade de 0,201193 e um período orbital de 1 342,79 dias (3,68 anos).
Lyka tem uma velocidade orbital média de 19,29829356 km/s e uma inclinação de 5,13618º.
Esse asteroide foi descoberto em 5 de Setembro de 1915 por Grigory Neujmin.